# Pruszków
Pruszków (in russo Прушков?; in yiddish פּרושקאָוו) è una città polacca del distretto di Pruszków, nel voivodato della Masovia, attraversata dal fiume Utrata. Pruszków fa parte dell'agglomerato di Varsavia. La città ricopre una superficie di 19,19 km² e nel 2011 contava 56.929 abitanti.
È una città residenziale della periferia di Varsavia, con la presenza del settore commerciale e industriale. Ospita le fabbriche di Herbapol (casa farmaceutica) e L'Oreal (cosmetica).

## Storia

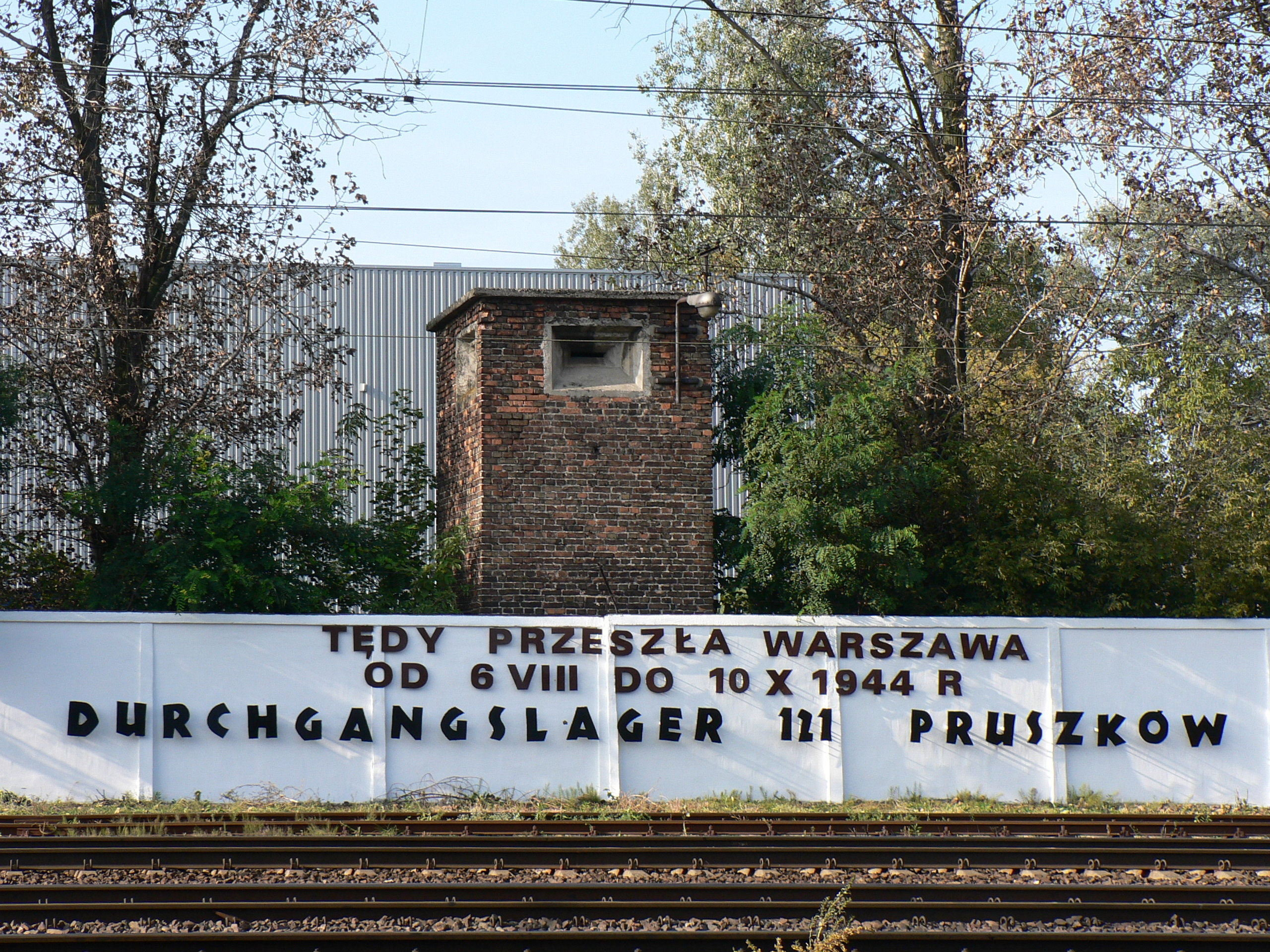
Muro commemorativo del campo di transito "Durchgangslager 121"

Una delle prime menzioni di Pruszków risale al XV secolo. Nel 1916 la città fu riconosciuta come insediamento.
Lo sviluppò di Pruszków, avvenne principalmente grazie alla costruzione della linea ferrovia (Varsavia-Vienna) e alla costruzione del complesso ospedaliero di Tworki che contribuirono all'espansione della città.
Durante la prima guerra mondiale, tra il 12 e il 18 ottobre 1914, fu combattuta la battaglia di Pruszków, nella quale le truppe russe riuscirono a sconfiggere i tedeschi e respingerli dalle vicinanze di Varsavia.
Durante la seconda guerra mondiale, i nazisti uccisero circa 1.500 ebrei (l'intera popolazione ebraica di Pruszków), inoltre uccisero 100 soldati dell'esercito polacco sui fronti, adibiti alla difesa della città e circa lo stesso numero dei partigiani della resistenza "AK".
Nel 1944 fu instaurato il campo di transito tedesco "Durchgangslager 121" (Dulag 121 Pruszków) per i residenti di Varsavia sfollati dai tedeschi, a causa della rivolta di Varsavia.
17 gennaio 1945 Pruszków fu liberata dall'occupazione tedesca da parte dell'Armata Rossa.
Pruszków dopo la seconda guerra mondiale, divenne uno dei maggiori centri industriali della regione di Masovia.
Il quartiere più antico di Pruszków è Żbików (parte settentrionale della città), il quale è stato già menzionato nel XIII secolo.

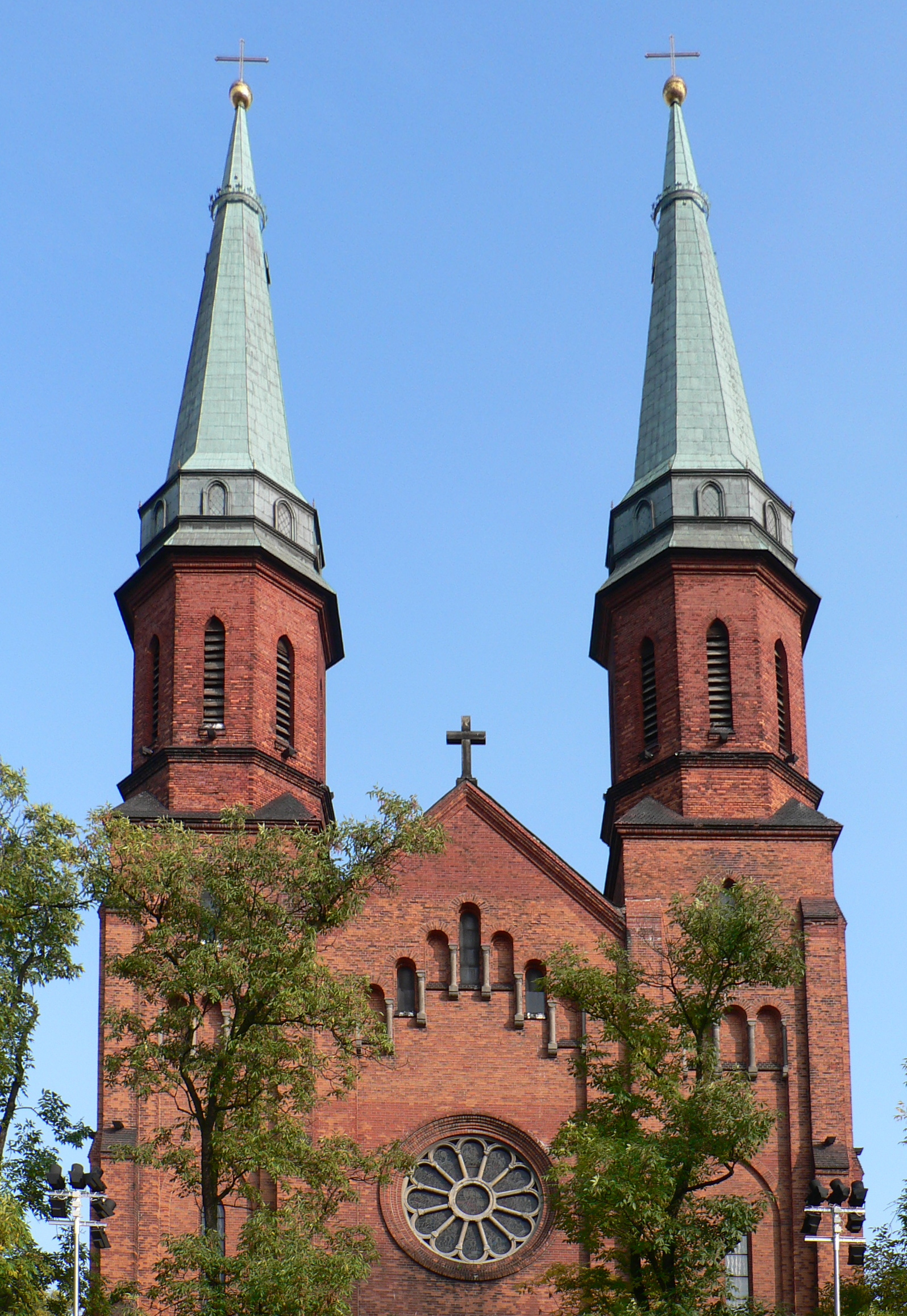
Cattedrale di San Casimiro

## Monumenti
- Cattedrale di San Casimiro
- Cattedrale dell'Immacolata Concezione (Żbików)
- Cimitero principale
- Cimitero Ebraico
- Complesso ospedaliero di Tworki
- Villa estiva di Potulicki
- Parco e laghi di Potulicki
- Palazzetto Sokoła
- Castello di Potulicki
- Ghiacciaia di Potulcki
- Cimitero grande di Żbików
- Stazione ferroviaria
- Palazzo delle ferrovie (ZNTK)

## Quartieri

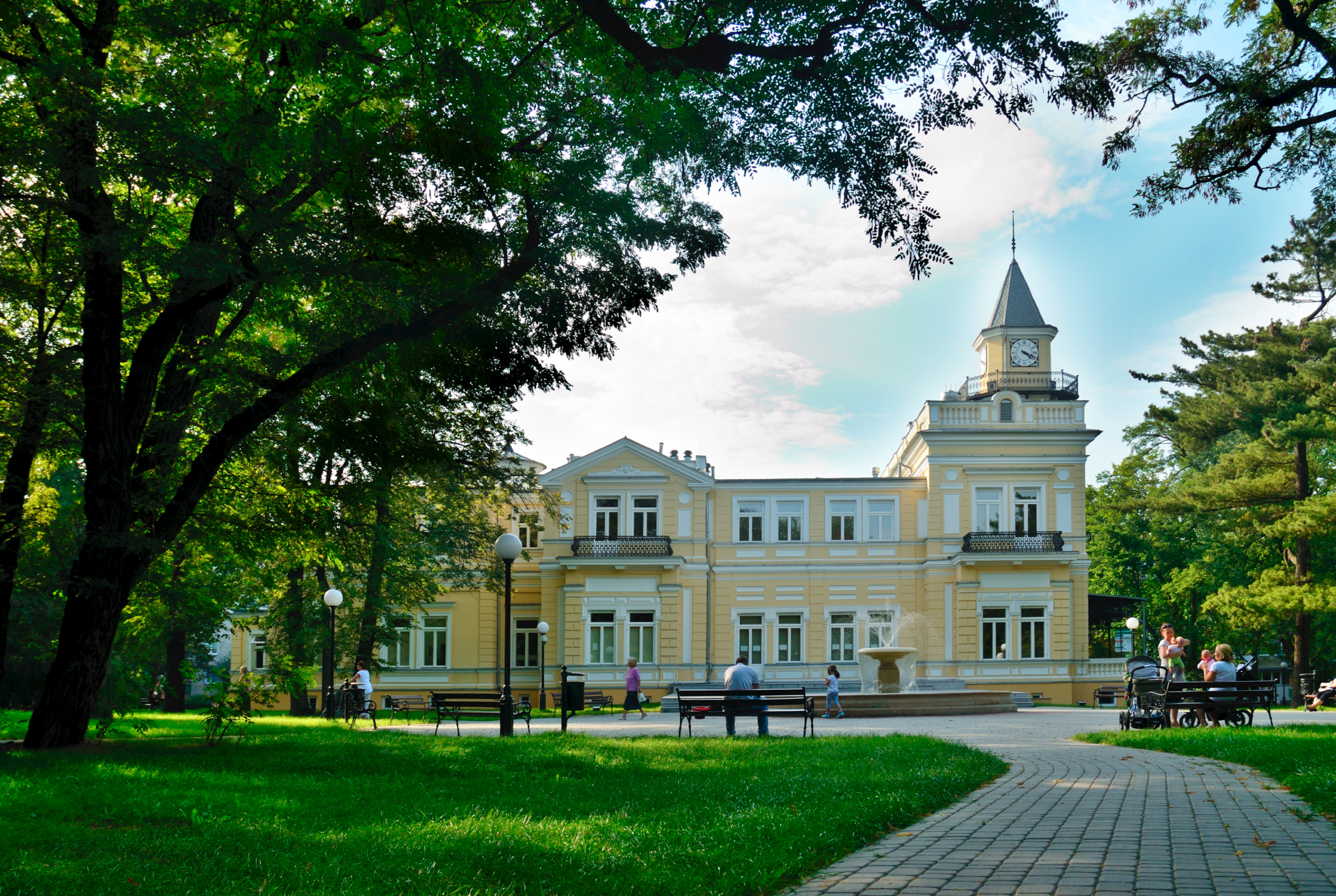
Palazzetto Sokoła

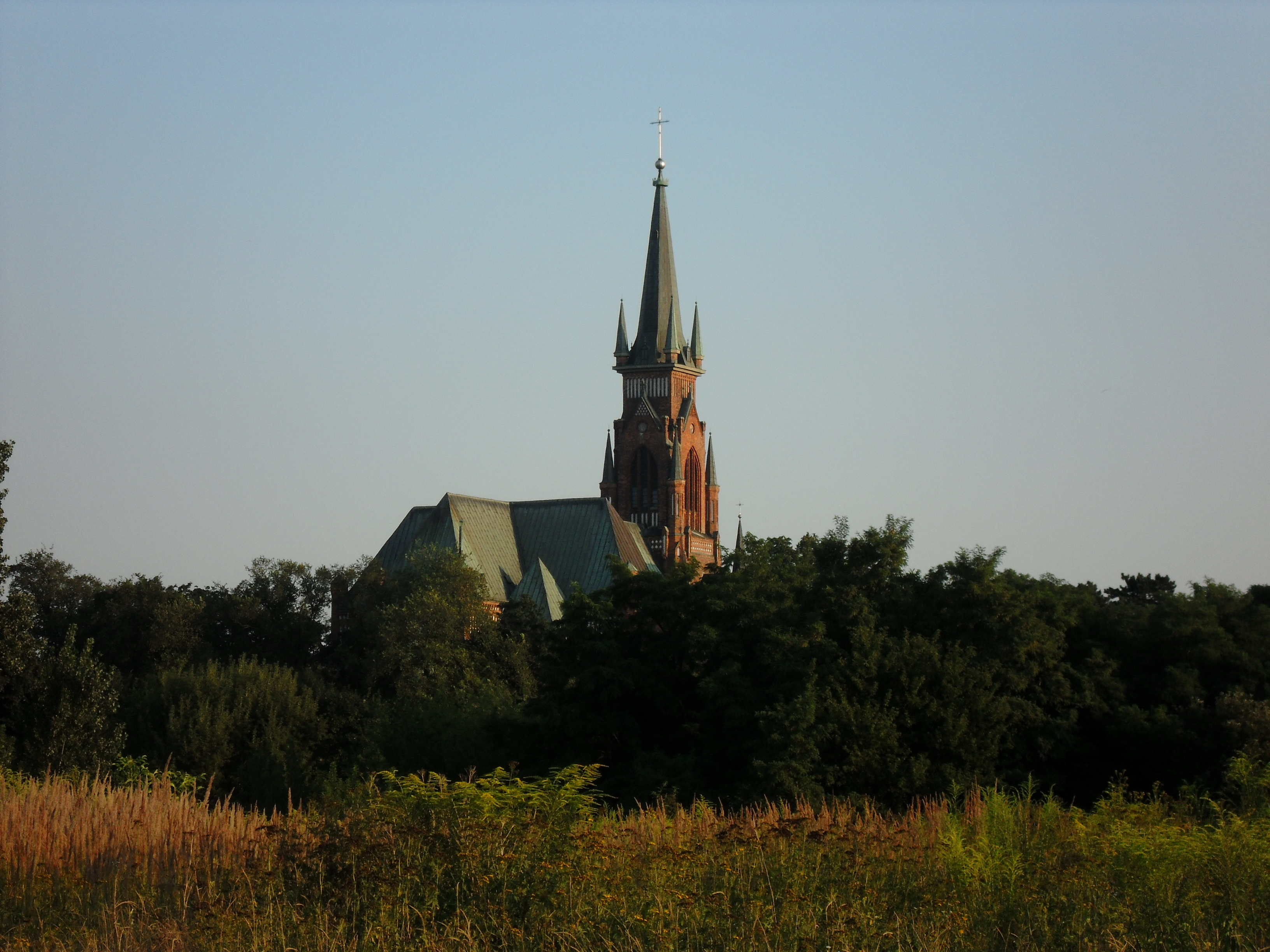
Cattedrale dell'Immacolata Concezione (Żbików)

La città di Pruszków è divisa in 11 quartieri:
- Cento città - la parte centrale di Pruszków
- Baki - parte nord-orientale della città
- Gąsin - parte nord-occidentale della città
- Malichy - parte nord-orientale della città
- Ostoja - parte sud-orientale della città
- Quartiere Staszica (A e B) - parte occidentale della città
- Tworki - centro della città e complesso ospedaliero
- Quartiere Parkowe - centro della città, compreso: parco e laghi, castello e la villa estiva di Potulicki
- Quartiere Prusa - parte sud della città
- Wyględówek - parte orientale della città
- Żbików - parte settentrionale della città

## Sport
La città di Pruszków è proprietaria della società sportiva comunale "Znicz-Pruszków", la quale è impegnata nelle categorie sportive di: calcio con "Znicz Pruszków" classificatosi nella I liga e di basket con "Znicz Basket Pruszków" anch'essa nella I liga del campionato di basket polacco.
Inoltre la città ospita numerosi impianti sportivi, i più grandi sono: Stadio comunale "Znicz", Basket Arena "Znicz", Pista ciclistica "BGŻ Arena" e Piscina "Karpy".

## Infrastrutture e trasporti
La città di Pruszków, è ben collegata con Varsavia; con autobus pubblici, treni che partono dalla stazione ferroviaria PKP di Pruszków, dalla linea ferroviaria suburbana SKM, dalla ferrovia locale WKD, dalle strade distrettuali e dalla autostrada di recente costruzione.

## Sindaci
- Wacław Mańkowski (1945)
- Stefan Witkowski (1945)
- Edward Paszke (1945–1946)
- Stanisław Koper (1946–1948)
- Zygmunt Zmorzyński (1948–1950)
- Andrzej Rokita (1980–1987)

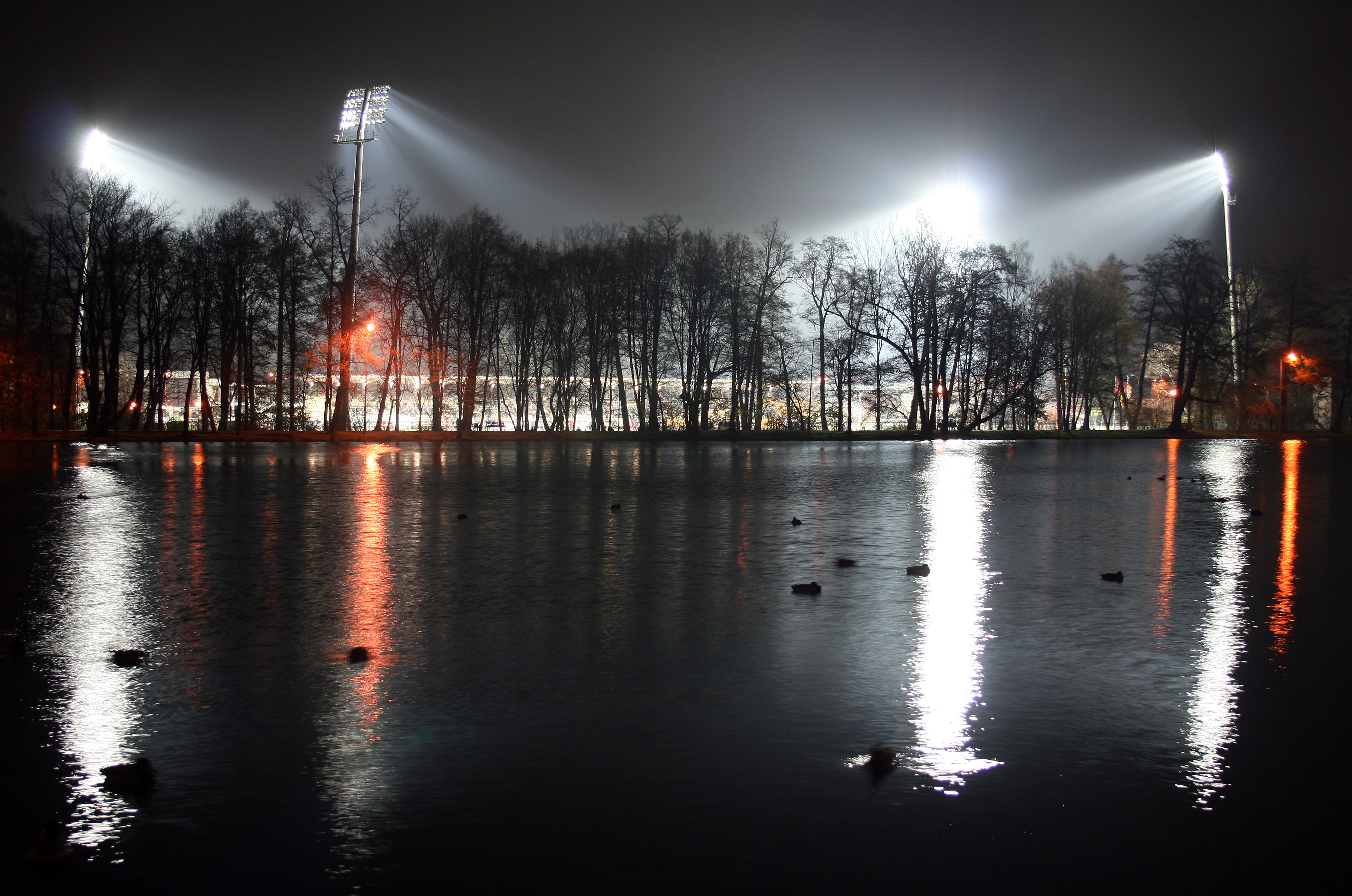
Stadio comunale di Znicz Pruszków

- Andrzej Antoni Pawliński (1987–1989)
- Józef Michalak (1989–1990)
- Konrad Kosiński (1990–1992)
- Jerzy Sierak (1992–1995)
- Euzebiusz Kiełkiewicz (1995–1998)
- Jan Starzyński (dal 1998)

## Società

### Evoluzione demografica
Trattandosi di una città ubicata nella periferia di Varsavia, molte persone scelgono di stabilirsi a Pruszków, grazie alla disponibilità di terreni edificabili e ai numerosi quartieri residenziali. Ma soprattutto per la piccola distanza dal centro di Varsavia.

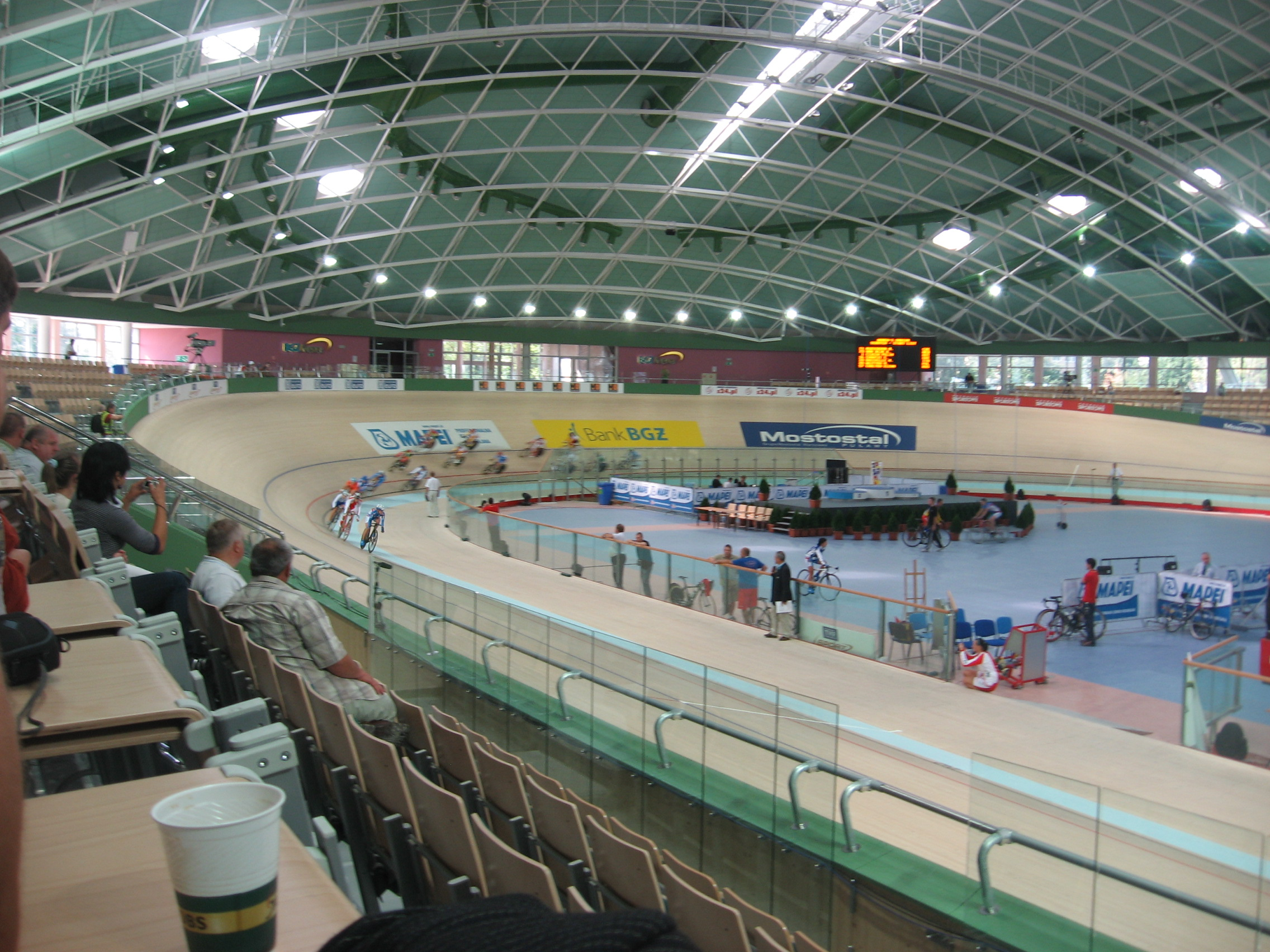
BGŻ Arena di Pruszków

## Amministrazione

### Gemellaggi
- Impruneta
- Esslingen am Neckar
- Prószków